# فرانسيسكو زاغاتي
فرانسيسكو زاغاتي (Francesco Zagatti) ، (فيناريا ريالي، 18 أبريل 1932 - بيرغامو، 7 مارس 2009) لاعب كرة قدم إيطالي ومدرب كرة قدم إيطالي . بدأ روكو مسيرته كلاعب كرة قدم في نادي إيه سي ميلان و لعب معهم من عام 1951 إلى عام 1963 ، ثم اتجه إلى التدريب ودرب الميلان لعام واحد 1982 . فاز مع الميلان بأرسع بطولات دوري وبطولة دوري أبطال أوروبا. و توفي عام 2009.

## روابط خارجية
- فرانسيسكو زاغاتي على موقع قاعدة بيانات كرة القدم.إي يو (الإنجليزية)
- فرانسيسكو زاغاتي على موقع عالم كرة القدم.نت (الإنجليزية)